# Toña la Negra
Antonia del Carmen Peregrino Álvarez (Veracruz, 2 de noviembre de 1912-Ciudad de México, 19 de noviembre de 1982), conocida artísticamente como Toña la Negra, fue una cantante y actriz mexicana. Fue famosa por sus interpretaciones de los boleros y las canciones tropicales del compositor Agustín Lara, quien la consideró «la más grande cancionera de todos los tiempos», por su «estilo personalísimo», «la fuerza de su expresión y el terciopelo de su garganta privilegiada».

## Biografía
Antonia Peregrino nació en la ciudad de Veracruz en el barrio de La Huaca. Su padre, don Timoteo Peregrino Reyes, tocaba la guitarra y trabajaba como abridor de las cajas que llegaban al puerto; fue, además, uno de los fundadores del Gremio de Cargadores y Abridores de Comercio del Puerto de Veracruz. Su madre, doña Daría Álvarez Campos, cantaba en las reuniones familiares.
Su abuelo paterno, don Severo Peregrino, era haitiano, y había emigrado a México en el siglo XIX.
Para 1927 ya se había casado con Guillermo Cházaro Ahumada, quien la llevó a Ciudad de México con su primer hijo, de solo cuarenta días.
El 16 de julio de 1929 debutó en el cabaret El Retiro y donde hizo la temporada y se la conocía como la Peregrina. Allí la conocieron don Emilio Azcárraga Vidaurreta y Enrique Contel quienes la bautizaron como Toña la Negra. Empezó a ser reconocida con su interpretación de la canción “Enamorada” de Agustín Lara, quien también produjo para ella temas como “Lamento Jarocho”, “”Veracruz, “Noche criolla”, “Oración Caribe”, “Palmera”, “La clave azul” y “La cumbancha”, que presentaron juntos en una revista musical en el Teatro Esperanza. En diciembre de 1932, debido a su éxito, decidieron prolongar sus presentaciones.
Su tono de voz era más bien grave, con un sonido aterciopelado y redondeado, e impecable técnica vocal, características que se convirtieron en su sello interpretativo personal.
Azcárraga la incorpora al elenco de la emisora XEW, donde se presentaba a veces acompañada por Lara y otras por la orquesta de Alfredo Girón. Poco después empiezan sus fastuosas presentaciones en el Teatro Politeama, frente a las Vizcaínas y al lado de la calle San Juan de Letrán.
Sus grabaciones para el sello RCA Victor constituyen uno de los más preciosos legados musicales en la historia del bolero. En 1936, grabó para este sello su primer disco sencillo, con dos sones de Mario Ruiz Suárez: «Bongó» y «El cacahuatero». Para RCA Víctor, grabó varios discos de larga duración, entre ellos Caleidoscopio musical con Toña la Negra, Noche criolla, vol. II y La sensación jarocha, vol. III.
A mediados de los sesenta, firmó un contrato de exclusividad con Discos Orfeón, con los que grabó los últimos álbumes de su carrera.
“Este amor salvaje”, “Por qué negar”, “Obsesión”, “Mentiras tuyas”, “Y sin embargo te quiero”, “Noche criolla”, “Pesar”, “Vereda tropical”, “Cada noche un amor”, “Angelitos negros”, “Lágrimas de sangre”, “Estás equivocado”, “De mujer a mujer”, “Como golondrinas”, “Diez años” y “Cenizas” son algunos de sus grandes éxitos grabados en más de 75 discos LP, algunos de ellos para el sello Peerless. En 1974, cuando llevaba siendo famosa muchos años, grabó dos canciones con la legendaria Sonora Matancera.
Durante los últimos años fue retirándose de los escenarios poco a poco por problemas de salud.
El miércoles 17 de noviembre de 1982 ingresó en un hospital de la Ciudad de México por problemas cardiovasculares.  Tres días después de su internamiento, la artista murió a los 70 años el viernes 19 de noviembre, a causa de un ataque al corazón. Fue enterrada en la sección de actores del Panteón Jardín en la Ciudad de México.

### Vida personal
Toña la Negra fue muy reservada en cuanto a su vida personal. Con su primer marido, el músico Guillermo Cházaro Ahumada, tuvo tres hijos: Ramón (n. 1932), Guillermo (n. 1933) y Ernesto (1935-1979). Toña y Cházaro Ahumada se separaron en 1945.
Posteriormente, en 1955, se casó de nuevo con el bajista veracruzano Víctor Ruiz Pazos, conocido como «Vitillo». Este matrimonio duró hasta 1963. En una entrevista, Ruiz Pazos habló acerca de las cualidades artísticas de Toña:

Su entrega, su sentimiento a la hora de cantar, su estilo, su forma de hacerlo, musicalmente cómo decía las cosas; he vivido mucho, he escuchado muchas cantantes fabulosas pero ninguna le llega a Doña Toña.

## Legado
El cineasta alemán Christian Baudissin realizó un documental sobre Toña la Negra para televisión en 1993 con entrevistas con su exmarido el músico Vittillo (Víctor Ruiz Pazos) y otros artistas que la conocieron en vida.

## Discografía

### Álbumes de estudio
- Caleidoscopio musical con Toña la Negra
- Noche criolla, vol. II
- La sensación jarocha, vol. III
- Toña la Negra interpreta a Agustín Lara, vol. I
- Toña la Negra interpreta a Rafael Hernández y Pedro Flores
- Toña la Negra interpreta a Agustín Lara, vol. II
- Íntimas

### Álbumes recopilatorios
- Lo mejor de Toña la Negra
- Inmortales de Toña la Negra
- Las estrellas de La Hora Azul
- Lo mejor de lo mejor: Toña la Negra, 40 temas originales
- RCA 100 años de música

## Filmografía
- Música de siempre (1958), de Tito Davison.